# Кадзіта Такаакі
Кадзіта Такаакі (яп. 梶田隆章, нар. 9 березня 1959) — японський фізик, дослідник космічних нейтрино, лауреат Нобелівської премії з фізики (2015), директор Інституту дослідження космічних променів, президент Наукової ради Японії (з 2020).
Найбільш відомий експериментами з реєстрації космічних нейтрино в обсерваторіях Каміока і Супер-Каміоканде, за які він у 2015 року спільно з Артуром Макдональдом отримав Нобелівську премію з фізики «за відкриття нейтринних осциляцій, що доводять наявність маси нейтрино». Також працює над детектуванням гравітаційних хвиль як головний дослідник детектора KAGRA.
Науковим керівником Кадзіти був Масатосі Косіба, піонер дослідження космічних нейтрино і також нобелівський лауреат.

## Біографія
Кадзіта народився в 1959 році в Хіґасі-Мацуяма. В школі йому подобалися фізика, біологія, всесвітня історія, історія Японії, науки про Землю. Він вивчав фізику в Сайтамському університеті, який закінчив у 1981 році. Він отримав ступінь доктора філософії у 1986 році в Токійському університеті. У Токійському університеті він приєднався до дослідницької групи Масатосі Косіби, яка досліджувала космічні нейтрино.
З 1988 року Кадзіта працював в Інституті дослідження космічної радіації Токійського університету, де він став професором-асистентом у 1992 році та професором у 1999 році. У 1999 році він став директором Центру космічних нейтрино в Інституті дослідження космічних променів.

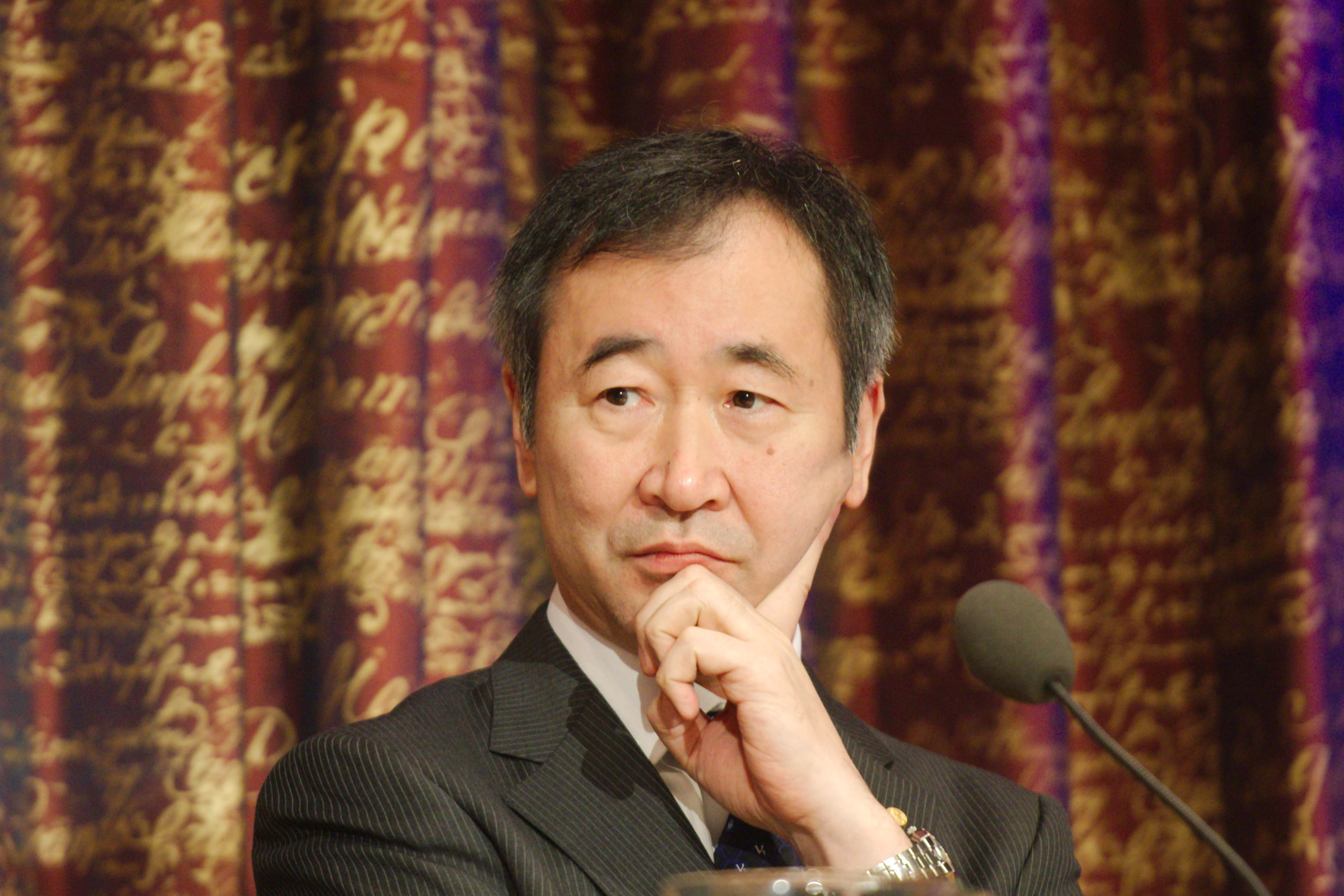
Кадзіта на прес-конференції у Шведській королівській академії наук, 2015 рік

У 1998 році команда Кадзіти з Супер-Каміоканде виявила, що коли космічні промені потрапляють в атмосферу Землі, отримані нейтрино змінюють аромати, перш ніж досягають детектора під горою Каміока. Це відкриття допомогло довести існування осциляцій нейтрино. У 2015 році Нобелівська премію з фізики була присуджена Кадзіті та канадському фізику Артуру Макдональду, чия нейтринна обсерваторія в Садбері виявила подібні результати. Робота Кадзіти та Макдональда вирішила давню проблему сонячних нейтрино, яка полягала в великій розбіжності між прогнозованими та виміряними потоками сонячних нейтрино, і показала, що нейтрино, всупереч стандартній моделі, повинні мати масу.
На прес-конференції в Токійському університеті, незабаром після оголошення про присудження йому Нобелівської премії, Кадзіта сказав: «Звичайно, я хочу подякувати нейтрино. А оскільки нейтрино створюються космічними променями, я хочу подякувати і їм». Одним із перших, кому Кадзіта зателефонував після отримання Нобелівської премії, був лауреат Нобелівської премії з фізики 2002 року Масатосі Косіба, його колишній наставник і також дослідник нейтрино.
Станом на 2017 рік, він був головним дослідником Інституту фізики та математики Всесвіту імені Кавлі в Токіо та директором Інституту дослідження космічних променів. Кадзіта є головним дослідником іншого проекту Інституту дослідження космічних променів, розташованого в обсерваторії Каміока, — детектора гравітаційних хвиль KAGRA.

## Визнання та нагороди
- 1987: Премія Асахі[en] у складі команди Каміоканде[13]
- 1988: Премія Бруно Россі, колаборація Каміоканде[14]
- 1998: Премія Асахі у складі команди Super-Kamiokande[15]
- 1999: Премія Нішіна[en][16]
- 2002: Премія Панофскі[17]
- 2010: Премія Йодзі Тоцуки[18]
- 2012: Премія Японської академії наук[en][19][20]
- 2013: Премія Юліуса Весса[21]
- 2015: Нобелівська премія з фізики спільно з Артуром Макдональдом за відкриття нейтринних осциляцій[3].
- 2015: Орден Культури[en]
- 2016: Премія з фундаментальної фізики[22]
- 2016: Доктор Аліґархського мусульманського університету[23]
- 2016: Honoris causa Вищого Університету Сан-Андреас[en][24]
- 2017: Honoris causa Неапольського університету імені Фрідріха II[25]
- 2017: Honoris causa Бернського університету[26]